# António Gomes de Avelar

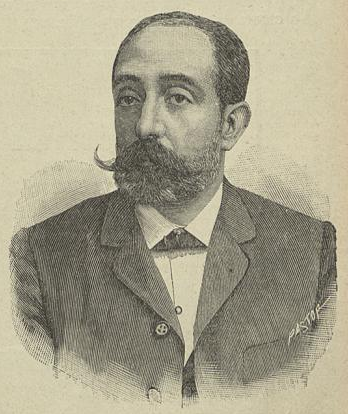
O 1.º Visconde e 1.º Conde de Avelar.

Antonio Gomes de Avelar ComC (Alcobaça, São Martinho do Porto, 24 de Maio de 1855 — Rio de Janeiro, 1932) foi um benemérito e filantropo, emigrante português no Brasil, país onde faleceu.

## Biografia
Foi agraciado com o título de Conde de Avelar, um título nobiliárquico criado por decreto de 27 de Julho de 1901 do rei D. Carlos I de Portugal. O título foi elevado do título de Visconde de Avelar, criado em 4 de Março de 1897. Era Comendador da Real Ordem Militar de Nosso Senhor Jesus Cristo. Foi o 27.º Presidente do Real Gabinete Português de Leitura, no Rio de Janeiro entre 1899 e 1903.

## Ascendência
Filho de José Gomes de Avelar e de sua mulher Maria dos Prazeres Álvares de Azevedo. Teve cinco irmãos e irmãs: Castorina Ema Álvares de Avelar; Vitória do Livramento de Avelar; Francelina de Avelar; Francisco Gomes de Avelar; e Vitorino Gomes de Avelar. Os seus avós paternos foram António Gomes de Almeida de Avelar Rolim e Oliveira e sua mulher Ana Joaquina Garcia de Sousa e os seus avós maternos foram José Álvares de Azevedo e sua mulher Perpétua Felicidade do Céu Álvares de Azevedo.